# Parocystola
Parocystola is een geslacht van vlinders van de familie sikkelmotten (Oecophoridae), uit de onderfamilie Oecophorinae.

## Soorten
- P. acrocosma (Turner, 1917)
- P. acroxantha (Meyrick, 1885)
- P. aethopis (Meyrick, 1902)
- P. anthera Meyrick, 1885
- P. basilica (Meyrick, 1884)
- P. comoxantha (Meyrick, 1889)
- P. crocinastis (Meyrick, 1889)
- P. dichroella (Zeller, 1877)
- P. distephana (Meyrick, 1884)
- P. galbanea (Meyrick, 1913)
- P. holodryas (Lower, 1899)
- P. initiata Meyrick, 1920
- P. isogramma (Meyrick, 1884)
- P. kershawi (Lower, 1893)
- P. leucospora Turner, 1896
- P. macrotricha (Turner, 1917)
- P. mimopa (Meyrick, 1902)
- P. paraclista (Meyrick, 1913)
- P. platyxantha (Lower, 1907)
- P. porphyryplaca (Lower, 1893)
- P. ptochodes (Turner, 1917)
- P. sidonia (Meyrick, 1913)
- P. solae (Walsingham, 1911)
- P. spectabilis (Turner, 1896)
- P. stenotypa (Turner, 1917)
- P. symbleta (Turner, 1914)
- P. tanythrix (Turner, 1914)
- P. torpens Meyrick, 1920
- P. xanthocoma (Lower, 1899)
- P. xantholoma (Turner, 1917)